# Мурашово (Бердюзький район)
Мурашо́во (рос. Мурашово) — село у складі Бердюзького району Тюменської області, Росія.
Населення — 52 особи (2010, 132 у 2002).
Національний склад станом на 2002 рік:
- росіяни — 96 %